# Chalepus trivittatus
Chalepus trivittatus là một loài bọ cánh cứng trong họ Chrysomelidae. Loài này được Pic miêu tả khoa học năm 1932.